# Arnold Zoller

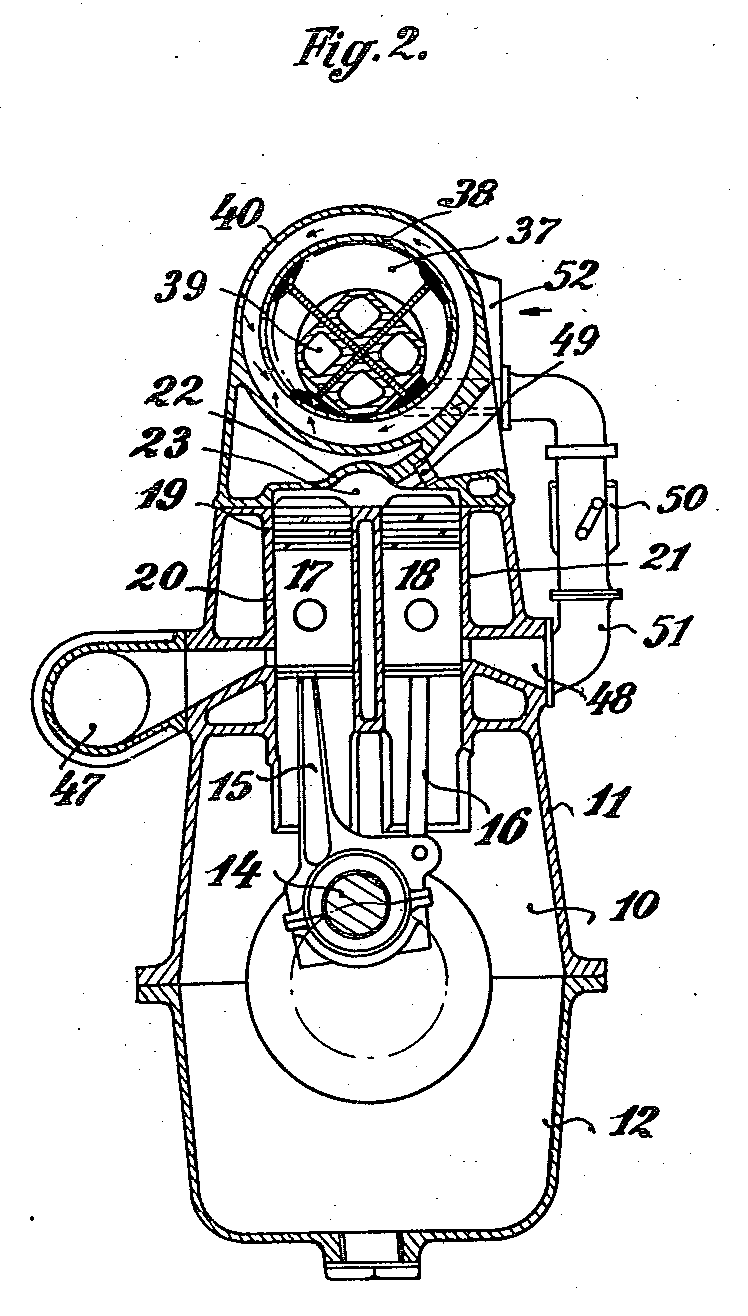
Desenho da patente de Arnold Zoller para um motor com pistão duplo (1931)

Arnold Zoller (Winterthur, 1 de setembro de 1882 – Darmstadt, 8 de dezembro de 1934) foi um engenheiro mecânico suíço.
Contribuiu para o desenvolvimento de compressores e motores de dois tempos.
Zoller foi aprendiz de mecânica na Sulzer AG em Winterthur, e recebeu em 1906 o diploma de técnico em máquinas na Universidade de Ciências Aplicadas de Zurique.
Em 1911 Arnold Zoller foi cofundador da fábrica de automóveis Automobili Nazzaro em Turin. Em 1916, após o fechamento da Nazzaro,  Zoller trabalhou na Argus Motoren Gesellschaft desenvolvendo compressores, e trabalhou mais tarde na Horch. Na década de 1920 Zoller obteve patente de motores de dois tempos.